# L'alegria de Cervera
L'alegria de Cervera és una peça teatral en tres actes i en vers, original de Josep Maria de Sagarra, estrenada al teatre Romea de Barcelona, la vetlla del 26 de març de 1932.
L'acció passa a la vila de Cervera.

## Repartiment de l'estrena
Actors de repartiment.
- Maria del Roser: Maria Vila.
- Mònica: Maria Morera.
- Margarida: Emma Alonso.
- Tia Carmeta: Àngela Guart.
- La Dansarina: Maria Lozano.
- Frederic: Pius Daví.
- Miquel: Pere Ventayols.
- Doctor Gatuelles: Antoni Gimbernat.
- Doctor Picapoll: Domènec Aymerich.
- Doctor Picó: Joaquim Viñas.
- Mirabet: Manuel Amorós.
- El Cavaller: Pere Cabré.
- Abelló: Lluís Carratalà.
- Esquirol: Oliver.
- Un Marxant: Antoni Strems.